# Stephen Holden
Stephen Holden (* 18. Juli 1941) ist ein US-amerikanischer Film- und Musikkritiker.

## Biografie
Stephen Holden machte 1963 seinen Bachelor in Englisch an der Yale University. Anschließend arbeitete er als Journalist und wurde unter anderem Mitarbeiter bei RCA Records in deren A&R-Abteilung. Mit dieser Erfahrung begann er Musikkritiken für The Atlantic, Rolling Stone, The Village Voice und Vanity Fair zu schreiben. Seit 1981 schrieb er für die New York Times Theater- und Filmkritiken.
Mit Triple Platinum erschien 1980 sein bisher einziger Roman.

## Veröffentlichungen
- 1980: Triple Platinum, New English Library, ISBN 978-0-450-04681-0